# Elsa Müller-Model
 (décembre 2024).
Elsa Müller-Model, née Elsa Schäffeler le 22 juillet 1902 à Romanshorn et morte le 7 novembre 1981 à Weinfelden, est une entrepreneure suisse.
À la suite du décès de son époux Otto Model en 1940, elle prend la direction de l'usine d'emballages en carton Otto Model & Co., devenue Model AG, l'une des entreprises majeures de l'industrie du carton.

## Biographie

### Origines et famille
Elsa Schäffeler naît le 22 juillet 1902 à Romanshorn, dans le canton de Thurgovie. Elle est originaire de Buch, dans le canton de Schaffhouse.
Son père, Michael Theodor Schäffeler, est géomètre ; sa mère est née Emma Seeger.

### Enfance et formation
Elle grandit à Horn, en Thurgovie, avec sa mère, qui travaille comme couturière en blanc. Malgré les difficultés financières, elle réussit à fréquenter l'école secondaire.
Par la suite, elle suit une formation de pianiste concertiste à Berlin. Cependant, en raison d'un trac sévère lors des représentations, elle se réoriente et effectue une formation en gestion d'entreprise à l'usine de tricot Nägeli à Berlingen.

### Carrière
Après son mariage avec Otto Model en 1927, Elsa Model s’installe à Ermatingen, au bord de l’Untersee, où son mari travaille dans la fabrique de carton familiale, fondée en 1882 par Louis Model. En 1929, Otto Model reprend l’entreprise de sa mère et de ses sœurs. Dès 1930, le couple acquiert les bâtiments vacants de l'ancienne usine de tissage Bühler à Weinfelden, où l'énergie hydraulique disponible permet d'installer une seconde machine à carton. En 1931, les équipements, dont les machines à carton, sont transférés d’Ermatingen à Weinfelden. Alors qu’Otto Model développe la nouvelle usine de Weinfelden, Elsa Model continue à gérer l’usine d’Ermatingen jusqu’à sa fermeture. En 1938, une machine à carton Escher-Wyss de 75 mètres de long est installée dans l’usine de Weinfelden, renforçant la capacité de production de l’entreprise.[réf. souhaitée]
En janvier 1940, Otto Model perd la vie dans un accident survenu lors d'une opération de dynamitage de glace sur la Thur. Elsa Model, désormais veuve et mère de trois jeunes enfants, décide de poursuivre seule la direction de l’entreprise familiale. Elle affirme vouloir préserver les moyens de subsistance de ses employés, qu'elle considère comme essentiels après des années de collaboration fidèle. Sous sa direction, ce qui n’était à l’origine qu’une petite structure comptant deux ou trois personnes évolue pour devenir, en 1952, une entreprise employant 200 salariés.[réf. souhaitée]
En 1945, Elsa Model se marie avec Henry Müller, un ingénieur originaire d'Uesslingen. En 1963, à l’âge de 60 ans, elle transmet la direction de l’entreprise, alors forte de 300 employés, à son fils. Même après avoir cédé l’entreprise, Elsa Model reste active : en 1965, elle fonde une crèche pour soutenir les familles de ses travailleurs. Elle assume la présidence du conseil d’administration de 1962 à 1976. Elle est souvent appelée « Els Mü-Mo »[réf. souhaitée].

### Fondation
En décembre 1977, la Fondation Model Els Müller est créée. Elle a pour vocation de soutenir la formation et la promotion de jeunes professionnels dans l’industrie de l’emballage, tout en s’engageant dans des actions sociales et de soins.

### Mort
Elsa Müller-Model meurt le 7 novembre 1981 à Weinfelden, dans le canton de Thurgovie, à l'âge de 79 ans.

## Hommage
En 2020, la commune de Weinfelden rend hommage à Elsa Müller-Model en inaugurant la Els-Model-Strasse, une rue dédiée à sa mémoire.

## Publication
- Je dirige une usine. Dans : Claire J. Schibler-Kaegi (éd.) : La femme en Thurgovie. Huber, Frauenfeld 1953, pp.